# 阿斯卡爾·阿卡耶夫
阿斯卡尔·阿卡耶维奇·阿卡耶夫（發音：[ɑsˈqɑr ɑˌχɑj‿uːˈɫʊ ɑˈχajɪf]；1944年11月10日—），吉尔吉斯斯坦政治家，1990年10月27日至2005年3月24日担任吉尔吉斯斯坦总统，曾于1991年、1995年、2000年分别以95.4%、86.2%、76.4%的得票率三次当选并连任。
2005年3月反對派發動鬱金香革命，阿卡耶夫下台。 后就职于莫斯科国立大学，担任教授，并同时担任普里高津高等数学系统研究院研究员。
阿卡耶夫和哈萨克斯坦开国总统努尔苏丹·纳扎尔巴耶夫是亲家关系，因阿卡耶夫的儿子曾经与纳扎尔巴耶夫的女儿有过三年婚姻关系，不过婚姻于2001年以离婚收场。
2021年8月2日，他16年來首次返回吉爾吉斯斯坦。2021年8月，阿卡耶夫被带回比什凯克接受金矿腐败案调查。

## 學術
阿卡耶夫擁有列寧格勒資訊科技、機械與光學大學 (ITMO Univ.) 的數學、工程與電腦科學學位，並於莫斯科工程物理學院取得博士。
1987年出任吉爾吉斯科學院副院長，1989年晉升為院長。他的內閣成員許多是學術生涯的學生或同事。

## 著作
- Holographic Memory. New York, NY: Allerton Press, 1997.
- Log-Periodic Oscillation Analysis Forecasts the Burst of the “Gold Bubble” in April – June 2011 // Structure and Dynamics 4/3 (2010): 1-11 （页面存档备份，存于）.
- Technological development and protest waves: Arab spring as a trigger of the global phase transition // Technological Forecasting & Social Change 116 (2017): 316–321 （页面存档备份，存于）.